# B-2幽灵战略轰炸机
诺斯洛普B-2“幽灵”（英語：Northrop B-2 Spirit）是一款隐形战略轰炸机。诺斯洛普／波音团队于1981年10月20日击败洛克希德／罗克韦尔，赢得先进技术轰炸机计划（The Advanced Technology Bomber, ATB），在麻省理工学院科学家协助下为美国空军研制生产。  
“幽灵”这一名称来源于该计划专注于先进技术、战略威慑潜力及飞机隐形能力。每架B-2的名字皆为“Spirit of 地名”，如首架为“Spirit of America”。1997年首批六架B-2轰炸机正式服役，截至目前共生产21架。在F-117A夜鹰攻击机退役，F-35闪电II式战斗机尚未服役之时，B-2与F-22猛禽战斗机为当时世界上仅有可以执行对地攻击任务的隐形军机。每架B-2造价约24亿美元，若按重量计，单位价格比黄金贵数倍。
1999年北约轰炸南斯拉夫时，美军多架B-2由美国本土直飞南斯拉夫，共投下600多枚联合直接攻击弹药（JDAM），成为空战中隐形与精准打击的代表。2003年演习中，一架B-2一次投下80枚500磅JDAM，展现先进的精准饱和攻击能力。  
此外，B-2曾在阿富汗、伊拉克战争、利比亚、也门以及近期伊朗-以色列冲突中被部署使用。
截至2024年，美军剩余19架B-2现役，其中1架于2008年坠毁，另1架2022年事故后疑似退役。预计2032年前，将由B-21突袭者全面替代。

## 发展

### 起源
到了1970年代中期，军用飞机设计师已经掌握了一种新方法来规避导弹和截击机的探测，这种方法现今被称为「隐形技术」。其理念是打造一种机身能偏转或吸收雷达信号的飞机，使得雷达信号很少被反射回雷达装置。具备雷达隐形性能的飞机能够在接近未被发现的状态下飞行，仅能被不依赖雷达的武器或系统攻击。虽然当时已有其他探测手段，如目视观察、红外搜索与跟踪、声学定位，但因其探测距离有限或技术尚不成熟，大多数飞机仍可在夜间实现隐形或难以追踪。
1974年，DARPA向美国航空企业征询有关飞机雷达截面（RCS）最大尺寸的信息，该尺寸要求在雷达下依然保持有效隐形。 最初由诺斯罗普与麦克唐纳-道格拉斯公司入选进一步研发。洛克希德公司则凭借此前开发洛克希德A-12与洛克希德SR-71时积累的隐形设计经验参与，其中包括倾斜垂尾、在关键部位使用复合材料，以及采用雷达吸波材料（RAM）的表面涂层。一个重要进展是引入计算机模型预测平面表面对雷达波的反射效果，由此推动了「多面体」机身设计。1975年，洛克希德开始建造 Have Blue 验证机测试该理念。
至1975年夏，DARPA启动了「实验生存性测试平台」计划（Experimental Survivability Testbed）。诺斯罗普与洛克希德分别获得首轮测试合同。1976年4月，洛克希德独揽第二轮测试合同，开启了 Have Blue 计划，最终催生出F‑117 隐形攻击机。 诺斯罗普则在1979年于51区秘密开发了Tacit Blue技术验证机，推进隐形、低可探测性（LO）、电传操控、曲面机体、复合材料、电子侦察及战场监视飞机等技术。其隐形技术后来也应用于B‑2隐形轰炸机等机型。

### ATB 计划
至1976年，这些技术已成熟至可实现远程战略隐形轰炸机的程度。总统吉米·卡特于1977年了解到相关进展，这也是当时取消B‑1轰炸机项目的主要原因之一。 1978年初，进一步研究随即展开，此时 Have Blue 验证机已完成飞行，证明了隐形概念的可行性。1979年1980年美国总统选举期间，罗纳德·里根在竞选中多次批评卡特在国防领域软弱，以B‑1项目取消为例。为回应此说法，卡特政府于1980年8月22日首次公开透露美国国防部正在研制隐形飞机，包括隐形轰炸机。

先进技术轰炸机（ATB）计划于1979年启动。 全面开发以黑色项目（black project）形式进行，代号为「Aurora」。经评审后，ATB竞标缩小至诺斯罗普/波音组与洛克希德/洛克韦尔国际组，两组均获得进一步研究合同。 两组方案均采用飞翼式设计。诺斯罗普案代号「Senior Ice」，洛克希德案代号「Senior Peg」。 诺斯罗普早在诺斯罗普YB-35与诺斯罗普YB-49开发期间就积累了飞翼设计经验。 其设计体型更大，机身曲面化，洛克希德方案则为多面体设计并带有小型尾翼。 1979年，设计师哈尔·马卡里安（Hal Markarian）绘制的草图与最终机型已颇为接近。 美国空军原计划采购165架ATB轰炸机。
1981年10月20日，诺斯罗普/波音方案最终中标，击败洛克希德/洛克韦尔方案。 诺斯罗普方案被命名为B‑2「幽灵」。1980年代中期，B‑2的飞行任务由高空转变为低空地形跟随飞行，导致设计修改，使首飞推迟两年，项目成本增加约10亿美元。 到1989年，美国已在B‑2的研发上秘密投入约230亿美元。 1980年代期间，麻省理工学院工程师与科学家通过一份五年期机密合同协助评估飞机作战效能。 ATB技术也反馈应用于先进战术战斗机计划，催生洛克希德YF-22、诺斯罗普YF-23，以及后来的洛克希德·马丁F-22猛禽。B‑2项目由诺斯罗普主承包，主要分包商包括波音防务空间集团、休斯飞机公司（现为雷神技术公司）、通用电气航空集团、沃特飞机公司。

### 保密与间谍活动

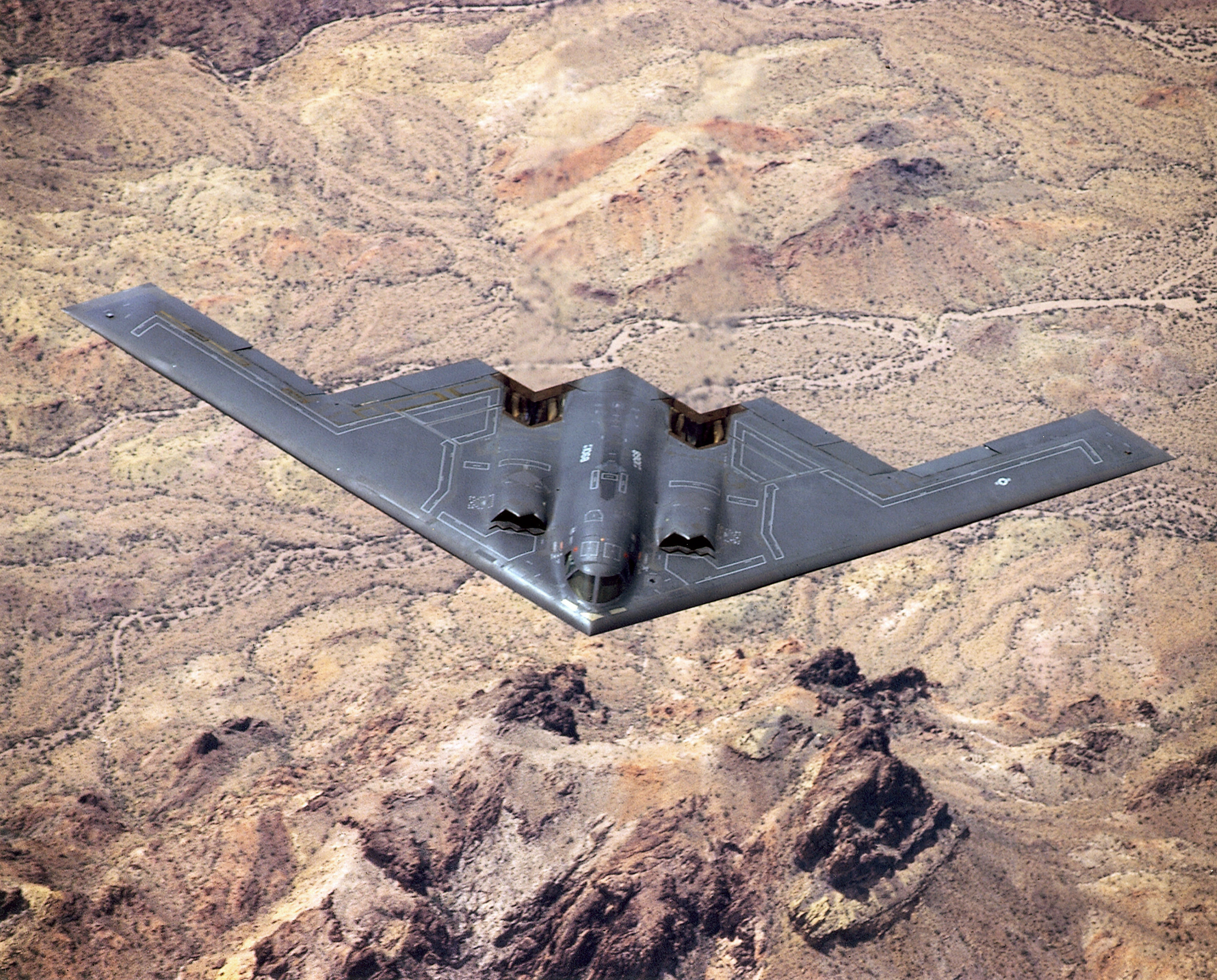
B-2于1989年的首次公开飞行

在设计与研制阶段，诺斯罗普B-2项目属于黑色项目，所有项目人员均需获得机密许可。 尽管如此，该项目的保密程度仍低于洛克希德F-117计划，更多联邦政府人员知悉B-2项目，项目信息也更为公开。在开发及服役期间，B-2的设计与技术一直处于高度保密状态，参与项目的工作人员通常需获得特别许可，且通过美国空军专门机构进行详尽背景调查。
位于加利福尼亚州皮科里维拉市的前福特汽车装配厂被购入并大规模改建，厂内员工均签署保密协议。为避免外界察觉，零部件通常通过空壳公司采购，军方人员便服出入，员工亦定期接受测谎测试，厂区对外称为「先进系统部门」。直到1980年代中期，该项目的大部分信息仍未向美国政府问责局（GAO）及国会议员披露。
B-2于1988年11月22日在美国空军第42工厂（加州帕姆代尔）首次公开展示，但参观严格受限，未开放观众查看B-2机尾。然而《航空周刊与空间技术》记者发现展示区域上方空域未设限，遂拍摄到带有抑制排气装置的机尾照片。 B-2于1989年7月17日首飞，从帕姆代尔飞往爱德华兹空军基地。
1984年，诺斯罗普员工托马斯·帕特里克·卡瓦纳（Thomas Patrick Cavanagh）因试图向苏联出售皮科里维拉工厂的机密信息被捕。 卡瓦纳于1985年被判无期徒刑，2001年获假释出狱。
2005年10月，曾参与B-2动力系统设计的工程师诺希尔·戈瓦迪亚（Noshir Gowadia）因向中国出售机密信息被捕。 戈瓦迪亚最终被判32年徒刑。

### 计划成本与采购情况
1980年代中期原计划采购132架，后缩减为75架。 至1990年代初，苏联解体，B-2的主要冷战任务基本消失。受预算压力及国会反对影响，1992年总统乔治·H·W·布什在国情咨文中宣布B-2产量限于20架。
1996年，比尔·克林顿政府虽原计划维持20架产量，仍批准将1架原型机升级为Block 30型战斗部署机，成本近5亿美元。 1995年，诺斯罗普向美国空军提议再建20架，单价为5.66亿美元。
该项目因高成本而广受争议。1996年GAO报告指出，B-2单机运营成本是洛克韦尔B-1「枪骑兵」（年均960万美元）的三倍以上，是B-52H（年均680万美元）的四倍以上。1997年9月，B-2每飞行1小时需119小时维护，而B-52与B-1B分别需53小时及60小时。其主要原因是需建造配备空调、能容纳172英尺（52米）翼展的机库，以维持隐形涂层特性。 单机月维护成本达340万美元。
1995年GAO报告亦指出B-2在暴雨中作业困难，雨水会损伤隐形涂层，且地形跟踪雷达难以区分降雨与障碍物，造成采购延迟。 1996年10月后续报告指出，相关问题已部分改进，预计1997年春季完成测试。
1997年B-2相关军事建设总成本约5.536亿美元。每架采购成本为7.37亿美元。 GAO报告（含备件与软件支持）则为9.29亿美元。
截至2004年总项目成本估计为447.5亿美元，单机平均成本达21.3亿美元。 截至2010年，B-2单次飞行成本高达每小时13.5万美元，约为B-52及B-1两倍。

### 反对意见
在审议1990财年国防预算时，美国众议院军事委员会削减了B‑2研发预算8亿美元，同时否决了彻底终止该项目的提案。 反对意见主要来自国会两党，众议员罗恩·德拉姆斯（Ron Dellums, 民主党‑加州）、约翰·凯西奇（John Kasich, 共和党‑俄亥俄）与约翰·G·罗兰（John G. Rowland, 共和党‑康涅狄格）提出终止项目动议，参议员吉姆·埃克森（Jim Exon, 民主党‑内布拉斯加）与约翰·麦凯恩（John McCain, 共和党‑亚利桑那）等人也表示反对。 德拉姆斯与凯西奇自1989年至1990年代初共同努力，最终成功将B‑2产量限制为21架。
B‑2计划不断攀升的成本及其隐形性能存在缺陷的证据，成为持续反对项目的重要因素。根据1989年的生产计划，当时预估每年支出高达70至80亿美元（1989年币值），委员会主席莱斯·阿斯平（Les Aspin, 民主党‑威斯康星）直言“财政上不可行”。 1990年，美国国防部曾指控诺斯罗普在飞控系统中使用不合格零部件，亦发现需重新设计以降低发动机风扇叶片被鸟击损伤的风险。
随后，多名重量级议员也反对扩产，包括参议员约翰·克里（John Kerry, 民主党‑马萨诸塞），他曾于1989、1991与1992年三度投票反对B‑2项目。1992年，总统乔治·H·W·布什呼吁取消B‑2计划，并在苏联解体后承诺削减军费30%。 1995年10月，前美国空军参谋长迈克尔·E·赖恩上将与前参谋长联席会议主席约翰·沙利卡什维利上将强烈建议国会不要拨款采购更多B‑2，认为此举将迫使现有常规及核武器平台承受不可接受的削减压力，且军方有更高优先级的预算需求。
部分B‑2支持者认为再采购20架可节省成本，因为B‑2能深度突破防空网，使用低成本、短程弹药，减少昂贵远程武器的需求。然而，1995年国会预算办公室（CBO）指出，即使新增20架B‑2，仅能在战争最初两周内减少不足20亿美元（1995年币值）的弹药消耗成本，远低于新增20架B‑2生命周期成本268亿美元（1995年币值）。
1997年，作为众议院军事委员会与国家安全委员会首席民主党议员，长期反对B‑2的罗恩·德拉姆斯再次援引五项独立研究，提出修正案限制B‑2产量维持21架，尽管该修正案遭到微弱否决。 尽管如此，国会并未批准增购B‑2。

### 后续发展
B‑2轰炸机陆续进行了多次升级。2008年7月，B‑2的机载计算架构经历了大幅改进，采用新型整合式处理单元，通过新装设的光纤网络与全机各系统通信；飞控软件亦开发新版本，将原有JOVIAL语言遗留代码改写为标准C语言。 武器控制系统亦升级，可攻击移动目标如地面车辆。

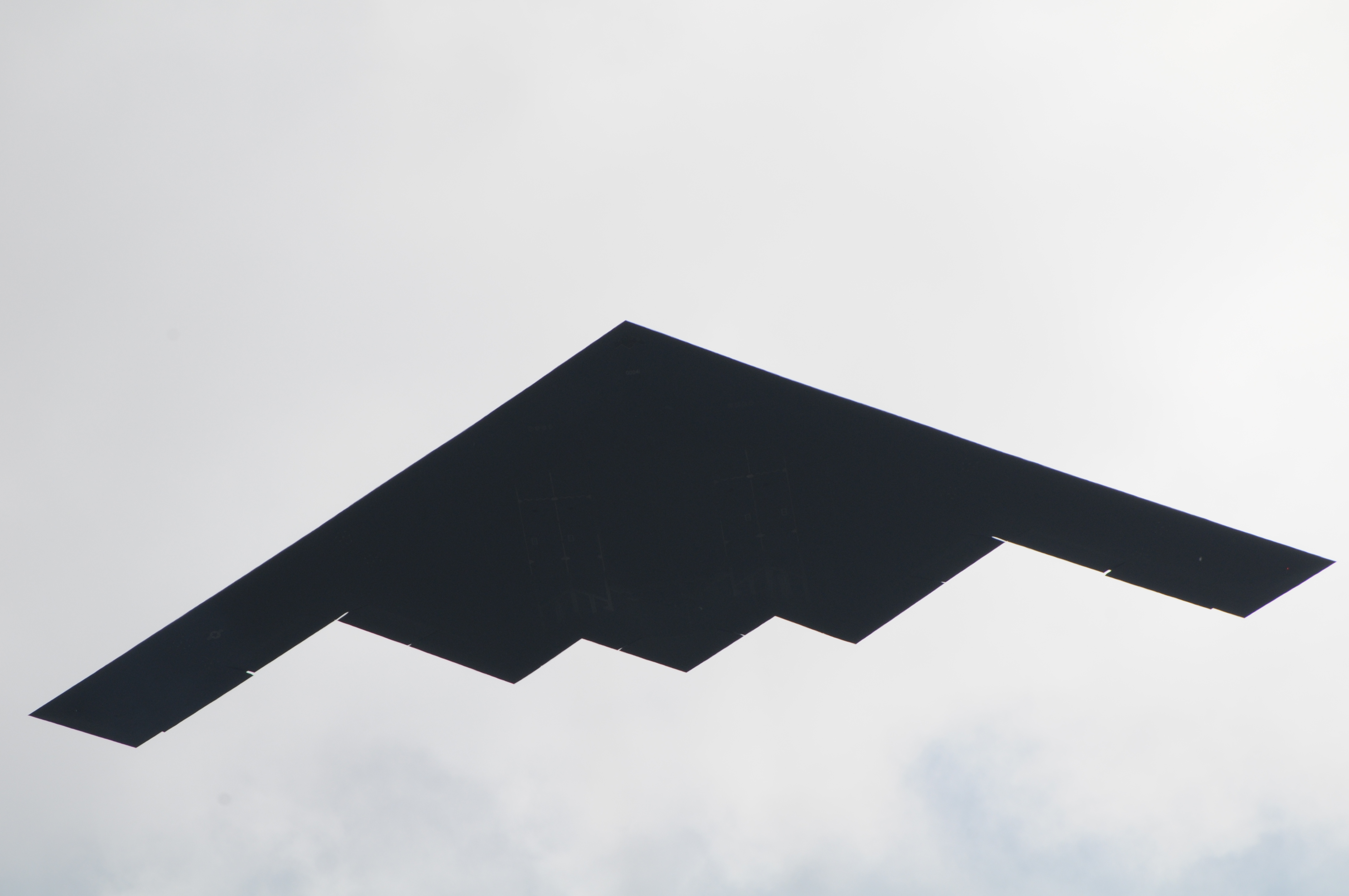
B‑2自下方观察

2008年12月29日，美国空军授予诺斯罗普公司一份4.68亿美元合同，对B‑2机队雷达系统进行现代化改装。 2009年7月，B‑2顺利通过美军重要审核。 2010年，美军公开宣布空军研究实验室开发出新型复合材料，用于替换翼后缘受发动机排气影响区域，提升耐久度。
2010年7月，政治分析师丽贝卡·格兰特（Rebecca Grant）推测，若未来B‑2无法有效穿透敌方防空体系，洛克希德·马丁F-35闪电II可能承担部分对地攻击与战场阻绝任务，携带B61核炸弹执行战术核打击。 但2012年3月，美国国防部宣布将投入20亿美元，进行为期10年的B‑2机队现代化升级，重点改善老化的航电与设备。
2021年4月，怀特曼空军基地B‑2机组指挥官亦表示，B‑2仍不断进行隐秘升级，进一步提升对抗威胁防空体系与敌机的能力，预计在B‑21服役前，B‑2仍将继续发挥核心作用：  
“在不泄露细节、不讨论不宜公开的信息前提下，当前我们的轰炸机部队，特别是B‑2机队，正通过非常创新的手段整合现代武器系统，进一步提升生存力与打击能力，B‑2虽服役逾30年，平台仍具巨大潜力，B‑21全面接替之前，B‑2仍将在前线发挥关键作用。”
2011年有报道称，五角大楼正评估采用无人隐形轰炸机（被称为“小型B‑2”）作为未来潜在替代方案。 2012年，美国空军参谋长诺顿·施瓦茨上将指出，B‑2沿用1980年代隐形技术，未来难以在高威胁空域生存，因此空军将推进下一代轰炸机计划，尽管预算紧缩。 2012年预测显示，下一代轰炸机总成本约为550亿美元。
2013年，美空军签订“防御管理系统现代化”（DMS‑M）计划，更新天线与电子设备，提升B‑2频谱感知能力。 另“共用甚低频接收器”升级，使B‑2可与俄亥俄级核潜艇共享甚低频信号，继续执行核打击任务，直至移动用户目标系统部署完成。 2014年空军又规划系列升级，包括核打击能力、新型整合处理器、搭载巡航导弹能力、威胁预警增强等。 但因软件开发问题，DMS‑M计划于2020年前取消，部分成果改作座舱升级。
1998年，国会小组建议空军应停止增产B‑2，将资源转向新一代轰炸机开发。1999年《轰炸机路线图》中，空军未采纳建议，认为现役轰炸机可用至2030年代，预计2013年启动研发，目标2037年接替B‑2、B‑1、B‑52。
尽管空军曾计划B‑2服役至2058年，但2019财年预算将退役时间提前至“最迟2032年”，同时B‑1预计退役至2036年，B‑52则延役至2050年代，因B‑52维护成本低、常规弹药搭载能力强，且可携带核巡航导弹（B‑1受条约限制不得搭载）。B‑2提前退役，系因小规模机队（20架）单位成本过高，其隐形轰炸职能将由2020年代中期服役的诺斯罗普·格鲁曼B-21突袭者取代。

## 设计

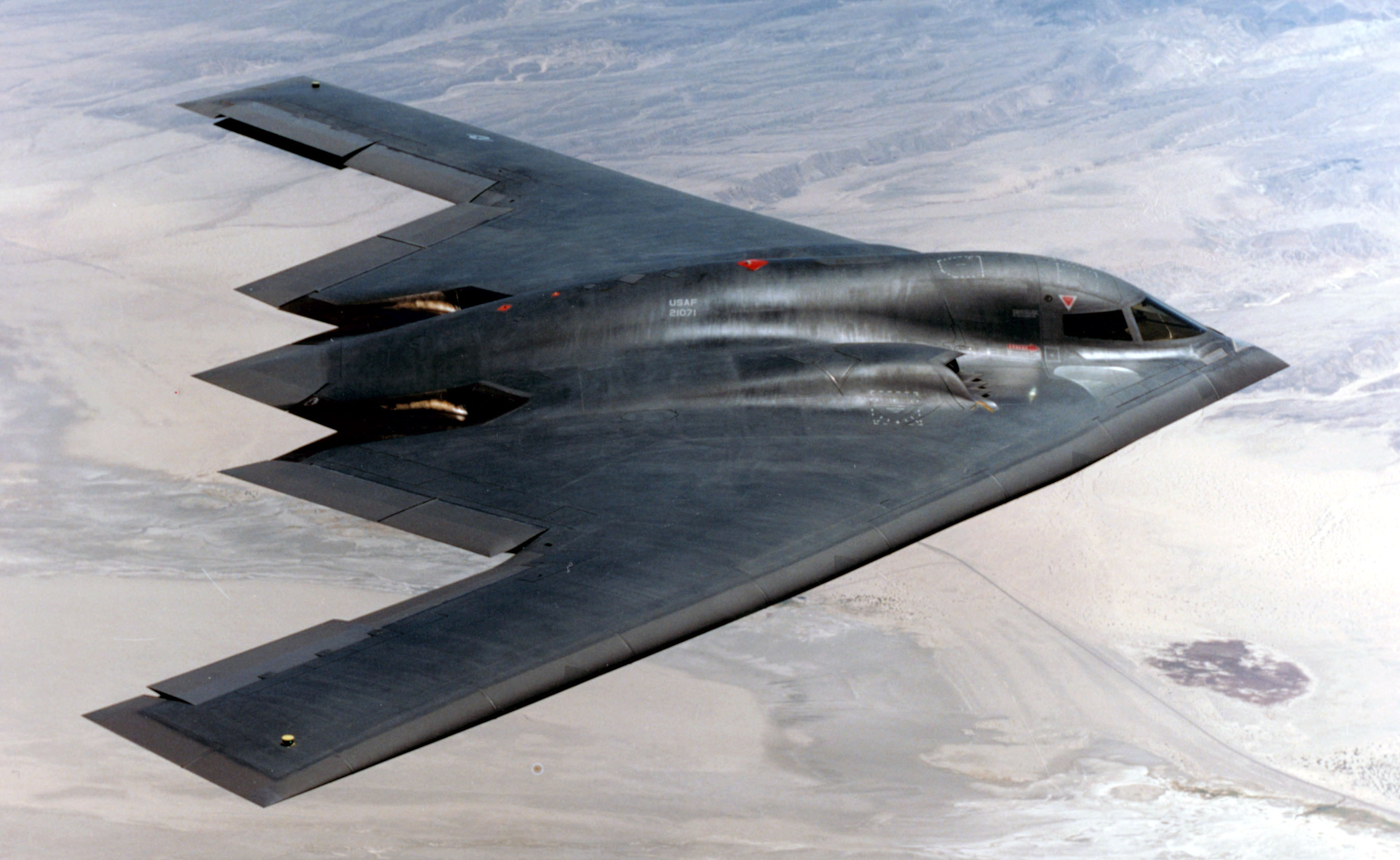
B-2「幽灵」侧视图

### 概述
B-2「幽灵」的设计任务是接替美国空军的重要渗透打击使命，能够深入敌方纵深投放航空炸弹，包括核武器。 该机采用飞翼式布局，即无机身及尾翼。 相较于以往轰炸机，B‑2凭借隐形技术与优良气动性能和高载弹量具备显著优势。隐形性能使其在高空具备更大机动自由度，增大航程并拓宽机载传感器视野。美空军报告称其航程约6,000海里（6,900英里；11,000）。 巡航时，B‑2每飞行6小时需进行空中加油，每次加注最多50短噸（45,000）燃料。
鉴于复杂的飞行特性与低可探测性要求，B‑2在研发与建造中大量采用了计算机辅助设计（CAD）与计算机辅助制造（CAM）技术。 B‑2在外形上与早期诺斯罗普的YB-35与YB-49飞翼轰炸机颇为相似，后者因政治因素于1950年代早期被取消。 两者翼展亦相同。 YB‑49同样具备较低雷达反射截面（RCS），飞翼布局可有效降低回波面积。
目前约有80名飞行员具备B‑2驾驶资格。 每架B‑2通常配备两名机组人员，左席为飞行员，右席为任务指挥官，亦可根据需要增设第三名成员。 相比之下，B-1B枪骑兵需4名机组，B-52需5名机组。 B‑2自动化程度较高，长途飞行中，一名机组人员可轮休（配有折叠床）、使用厕所或加热餐食，另一人监控飞行，为此美军部署了大量睡眠周期与疲劳管理研究。  高级飞行训练由美国空军武器学校承担。

### 武器与设备

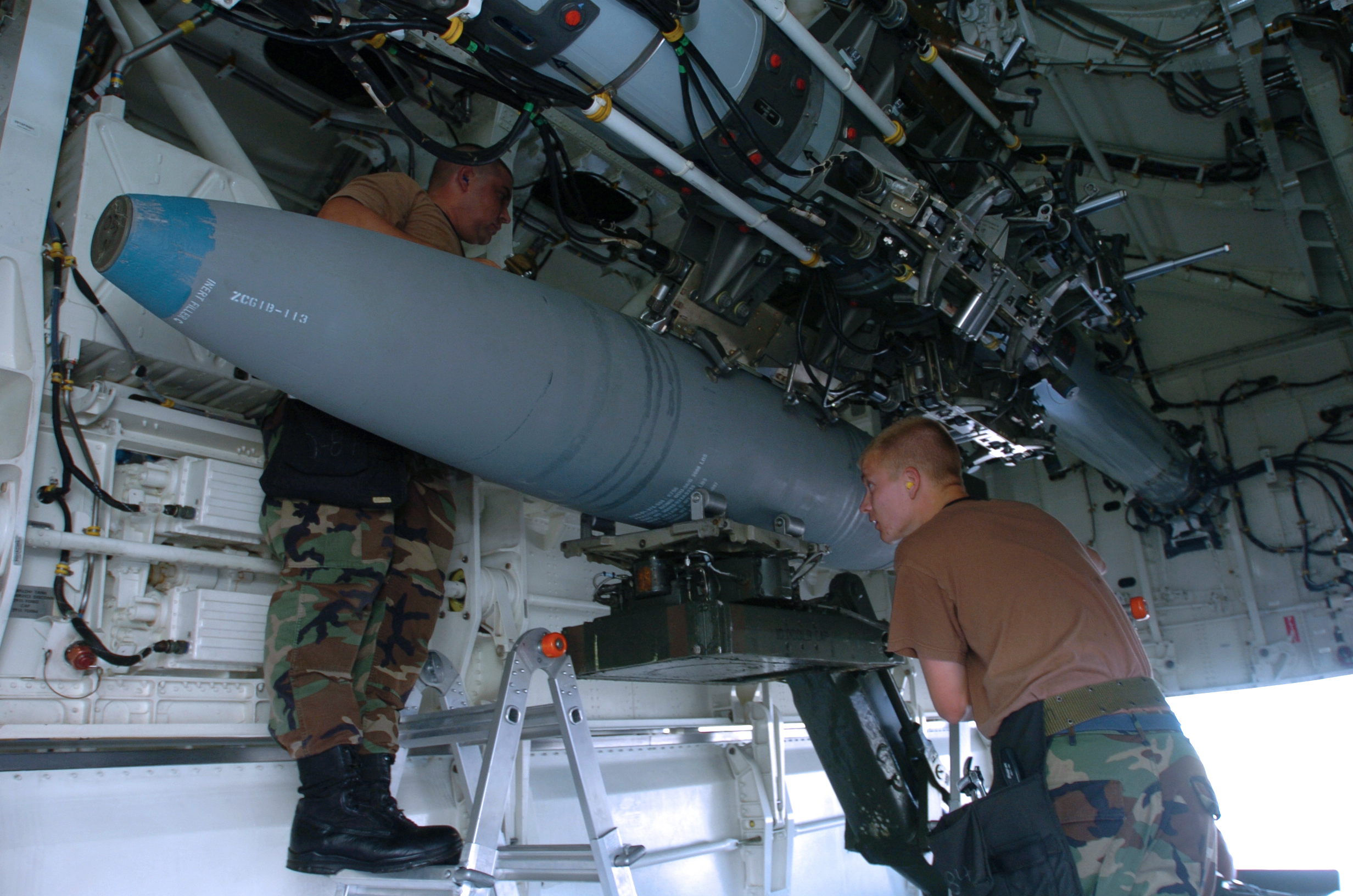
2004年，2000 lb BDU-56炸弹装载于旋转挂架

在冷战预期作战场景下，B-2被设计用于深度核打击任务，利用其隐形能力规避探测与拦截，渗透敌境执行打击。 机体内设两座弹舱，弹药通过旋转挂架或两组炸弹挂架装载，内部挂载大幅降低雷达可探测性。 B-2最大载弹量为40,000磅（18,000）。 其核武装包括B61核炸弹与B83核炸弹，亦规划搭载AGM-129 ACM巡航导弹。
苏联解体后，B-2除战略核打击外，亦拓展为常规精确打击平台。 B-2配备先进的GPS辅助瞄准系统（GATS），通过APQ-181雷达的合成孔径雷达功能绘制目标图像，精确投放GPS制导炸弹（GAM，后由联合直接攻击弹药 JDAM 取代）。原设计中，B-2可携带最多16枚GAM或JDAM， 2004年升级计划将最大挂载量提升至80枚JDAM。
B-2常规武器包括Mk 82炸弹、Mk 84炸弹、CBU-87联合效应子母弹、GATOR布雷系统地雷、CBU-97感应引信子母弹等。 2009年7月，诺斯罗普·格鲁曼报告称，B-2已完成挂载30,000磅（14,000）巨型钻地弹（MOP）适配，可打击加固地下掩体，每架B-2可在左右弹舱各携带一枚， 截至2012年，B-2是唯一可挂载MOP的平台。
自2011年起，AGM-158联合防区外空对地导弹（JASSM）亦作为未来投放武器之一，供B-2与其他机型使用。 此后，远程防区外武器（LRSO）巡航导弹计划也将赋予B-2具备隐形环境下首次具备防区外核打击能力，并兼顾隐形投送特性。

### 航电与系统
为使B‑2相较以往轰炸机具备更强作战效能，设计时整合了大量先进现代化航电系统，后续亦根据常规作战任务需求持续改进。B‑2搭载低可探测性AN/APQ-181多模式雷达，全数字化导航系统整合地形跟随雷达与全球定位系统（GPS）导航，NAS‑26星光惯性导航系统（该系统最早测试于诺斯罗普SM-62「响尾蛇」巡航导弹）， 并配备防御管理系统（DMS），实时警示机组可能威胁。 DMS可自动评估侦测到的威胁性能，提示飞行员目标情况。 该系统预计于2021年前升级，可侦测地空雷达信号，飞行中自动调整航线规避威胁。
为保障安全与故障监测，B‑2机上设有集成测试系统，联通多数航电组件，实时监控数千个元件状态，并为地勤人员提供维护指导。 2008年，机上原有约136台独立分布式计算机（含主飞控计算机）被整合更新为单一系统。 航电由13台抗电磁脉冲（EMP）的MIL-STD-1750A计算机控制，互联26条MIL-STD-1553B总线，部分系统通过光纤连接。  
除定期软件升级与隐形涂层改良，B‑2还进行了多项航电与作战系统现代化改装。通信系统增设Link-16链路及高频卫星通信链路，新增多种弹药兼容性，AN/APQ-181雷达作战频段亦调整，避开民用干扰。 雷达组件已全面升级为有源相控阵雷达（AESA）。 由于B‑2采用复合材料结构，机体需避开至少40英里（64）范围内的雷暴，以防静电放电与雷击。

### 飞控系统
由于飞翼式布局本身飞行不稳定，B‑2采用四余度数字化电传飞控系统，自动调节操纵面与飞行参数，保障飞行稳定性。 飞控计算机通过皮托-静压板感知飞行状态（如空速、迎角），避免传统皮托管暴露隐形能力。 飞行作动系统采用液压与电控伺服元件，具高冗余与自诊断能力。
诺斯罗普在设计过程中探索多种最小影响雷达截面的控制方式，最终采用分开式刹车舵配合差动推力组合控制。 发动机推力亦成为B‑2气动设计核心，影响升力、阻力及俯仰、滚转控制。 机翼后缘设四对操纵面，大多在各飞行阶段均会使用，内侧升降副翼主要用于低速阶段如着陆。起飞阶段，为避免接地接触及提供俯仰姿态，全机升降副翼将下垂至达到足够空速后恢复。

### 隐形性能

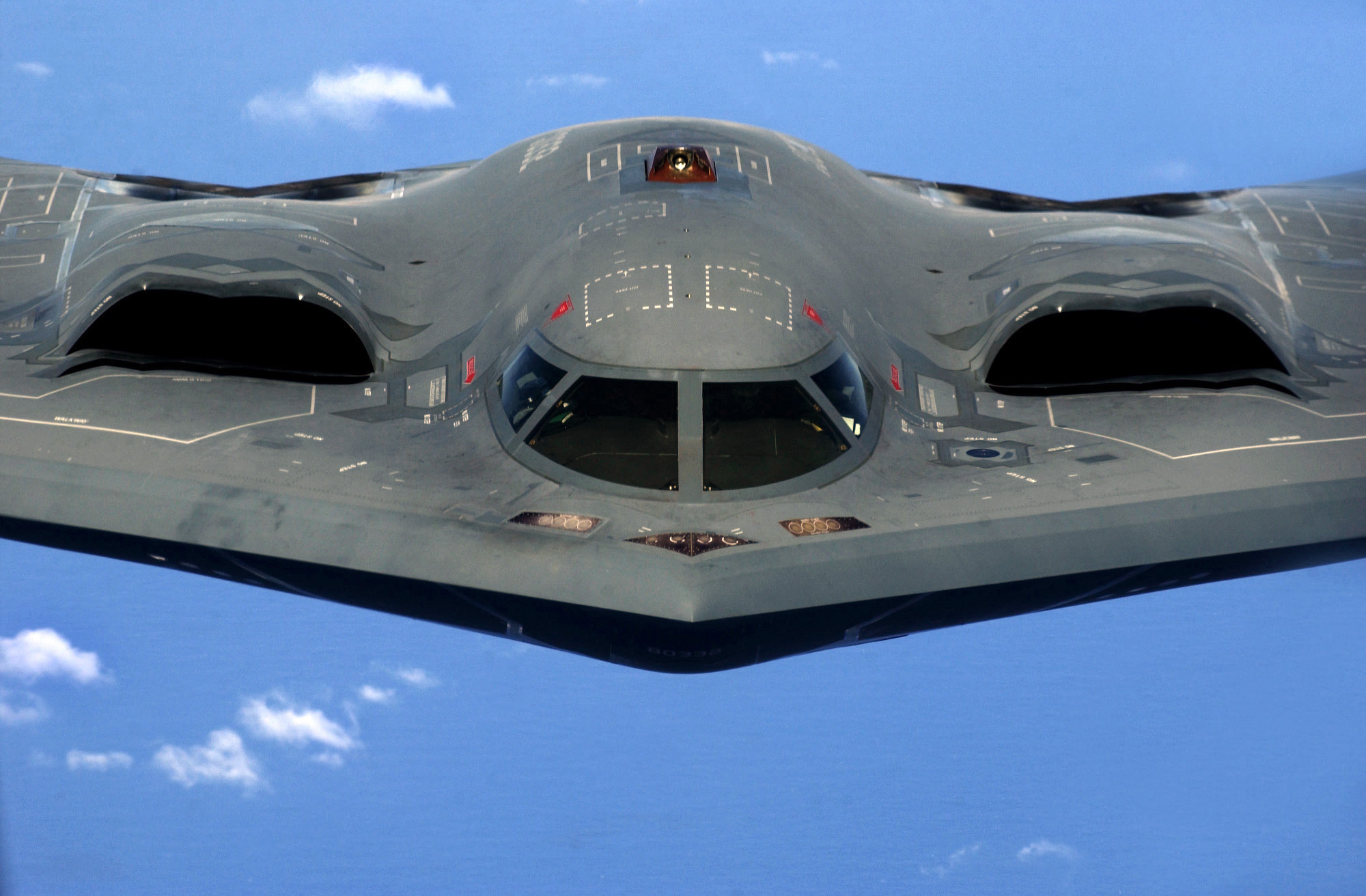
B-2的发动机埋入机翼内部，以掩蔽风扇叶片并降低排气特征信号

B-2具备低可探测性（隐形技术）特性，能突破复杂的防空体系，打击重防御目标。其隐形性能综合降低了声学信号、红外信号、目视信号与雷达截面等多光谱特征，允许B-2执行任务时对护航机与压制敌防空力量（SEAD）及电子战支援需求减少，从而具备“倍增兵力”效果。截至截至2013年9月，尚无导弹曾成功锁定发射B-2。
为降低日间飞行目视可见度，B-2机身涂有消光涂料， 机腹为深灰色，以适配50,000英尺（15,000）高空环境，与天空背景融合。外界猜测B-2装有朝上感光器，提示飞行员调节高度匹配天空亮度变化。 初期设计中拟采用抑制凝结尾的化学药剂，但最终改为安装传感器，以警示机组调整高度以避免凝结尾形成。 B-2在约20海里（23英里；37）范围内仍可能遭目视发现。
其隐形涂层需在价值500万美元的专用恒温机库内维护，每7年用结晶小麦淀粉清洗涂层，并检查机体划痕与凹陷。

#### 雷达特征
B-2采用平滑低阻飞翼式布局，此设计不仅提供极佳航程，同时有利于降低雷达截面（RCS）。 据称其RCS约为0.1平方（1.1平方英尺），类似鸟类尺度。 B-2并非全程维持最低RCS状态，而是在接近防空网时“隐形化”调整；开舱投弹时隐形性能会暂时下降。飞翼设计近似无限平板，无垂尾结构，大幅降低侧向回波。 同时无垂尾进一步减少侧方雷达探测。
B-2的连续曲面设计（continuous curvature）由Tacit Blue验证后应用，通过计算流体力学与电磁仿真，进一步优化雷达散射特性，较早期折面隐形更为先进。
由于低频雷达（如S、L波段）波长较长，仍可能对具控制面的隐形机（如有鸭翼或垂尾）有效，而B-2此类结构为零，进一步增强雷达低频隐身性能。

#### 红外特征

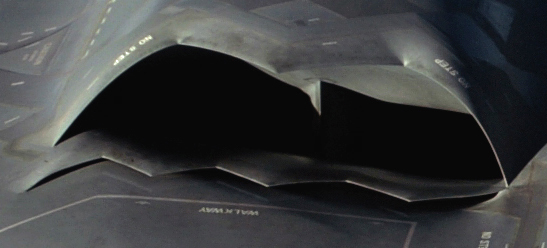
进气道下方间隙设计用于隔离边界层气流，防止进入发动机

有分析指出，红外搜索与跟踪系统（IRST）可用以对抗隐形机，因为高速飞行导致机体表面因空气摩擦升温，双通道IRST可通过对比不同波段（如CO2 4.3 μm吸收峰）探测目标。
B‑2通过深埋发动机来降低红外特征，减少尾流可探测性。 进气道底部引入边界层吸入气流（技术源自诺斯罗普X-21），与高温尾气混合，依据斯特藩‑玻尔兹曼定律，可降低红外辐射能量。 冷却后的气流通过耐高温碳纤维增强复合材料及钛合金表面横向扩散，加速降温。 B‑2未配备加力燃烧室，避免因高温尾焰提升红外特征，也避免超音速飞行造成的音爆和机体气动加热。

#### 材料
根据惠更斯‑菲涅尔原理，即便表面极平坦仍会有雷达反射，为此B‑2采用雷达吸波材料（RAM）进一步降低反射。机体大量使用碳‑石墨复合材料，强度高于钢、重量轻于铝，且具良好吸波能力。
B‑2组装精度极高，以防液体渗漏影响隐形性能。 引入高频吸波材料（AHFM）与自动化喷涂等技术，提升吸波效果并降低维修成本。 2004年起，诺斯罗普·格鲁曼为现役B‑2更换新型AHFM。 为维持涂层功能，B‑2需存放于具备空调的超大型可展开机库（Extra Large Deployable Aircraft Hangar System），以容纳其172英尺（52）翼展。

#### 机库系统
B‑2配套采用可运输、环境可控的专用机库（B‑2 Shelter System，B2SS）。 由American Spaceframe Fabricators Inc.制造，单价约500万美元。 1998年，B‑2在安德森空军基地部署期间缺乏恒温机库，促使启动该项目。 2003年由埃格林空军基地作战支援办公室管理。 目前B2SS已部署于迪戈加西亚岛及英国费尔福德空军基地。

## 作战历史

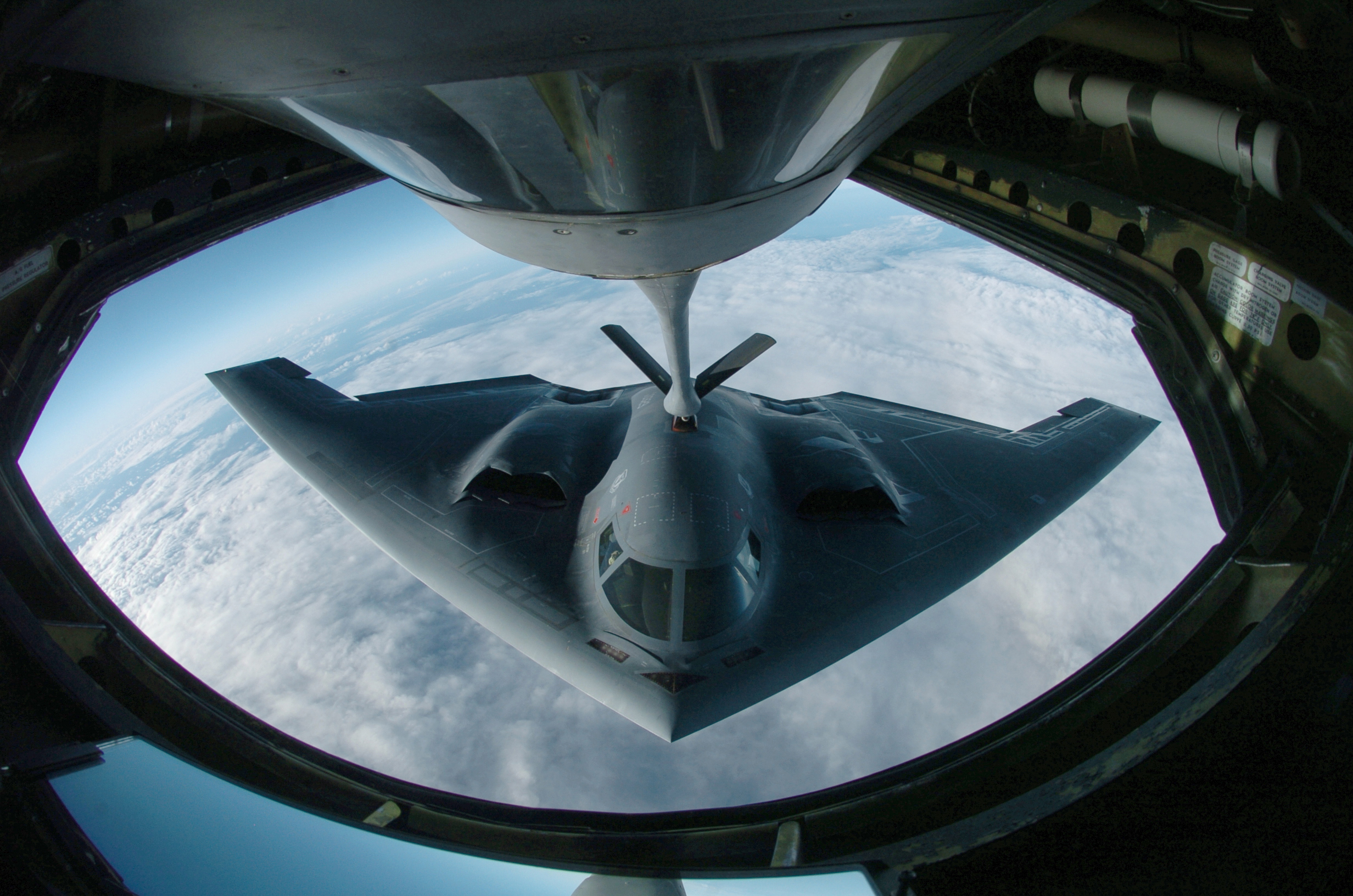
B-2进行空中加油，续航可超过6000 nmi，执行洲际任务

### 1990年代
首架B-2正式交付编号为「密苏里精神号」（Spirit of Missouri），于1993年12月17日运抵密苏里州怀特曼空军基地，该基地为B-2机队驻地。 1997年1月1日，B-2达到初始作战能力（IOC）。 B-2的厂级维护由美国空军承包商执行，管理机构为丁克尔空军基地的俄克拉荷马城空军后勤中心。 B-2虽初为核打击设计，现已拓展为常规与核双用途。
B-2首次实战是在1999年科索沃战争中，前八周内摧毁了33%美军选定的南斯拉夫目标。 该战役中，6架B-2自密苏里起飞，长时间连续飞行往返南斯拉夫，单程达30小时。 B-2仅出动50架次，占北约共34,000架次出动中的极小比例，却投下11%总炸弹量。 B-2亦为首型实战投放联合直接攻击弹药（JDAM）GPS制导炸弹的机型。 JDAM的精准打击有效取代了以往备受争议的地毯式轰炸，大幅减少平民伤亡，1991年海湾战争曾因地毯轰炸遭批评。 1999年5月7日，一架B-2在轰炸贝尔格莱德中国大使馆时，投下5枚JDAM， 因情报误差，造成3人死亡、20人受伤。 截至当时，B-2已对南联盟投下500枚炸弹。

### 2000年代
2001年，B-2参与阿富汗战争 (2001年－2021年)初期空袭（新月风作战 / 持久自由行动），执行从密苏里起飞至阿富汗的远程打击任务。 自2003年起，B-2亦部署至中东地区。
2003年12月，空军宣布B-2达到“完全作战能力”（FOC）。 但《五角大楼2003年作战测试与评估年报》指出，B-2在2003财年的任务可用率仍低，主因在隐形涂层维护复杂，且防御航电对突发威胁应对能力不足。
伊拉克战争期间，B-2自迪戈加西亚岛及“前进部署基地”出动，亦有部分任务由怀特曼基地直飞。 截至2013年9月，最长单次作战飞行纪录为44.3小时。 所谓“前进部署基地”包括关岛安德森空军基地及英国费尔福德基地，并为B-2兴建恒温机库。2003年，B-2自怀特曼出动27架次，自前进基地出动22架次，累计投放逾1,500,000磅（680,000）弹药， 包含583枚JDAM。

### 2010年代

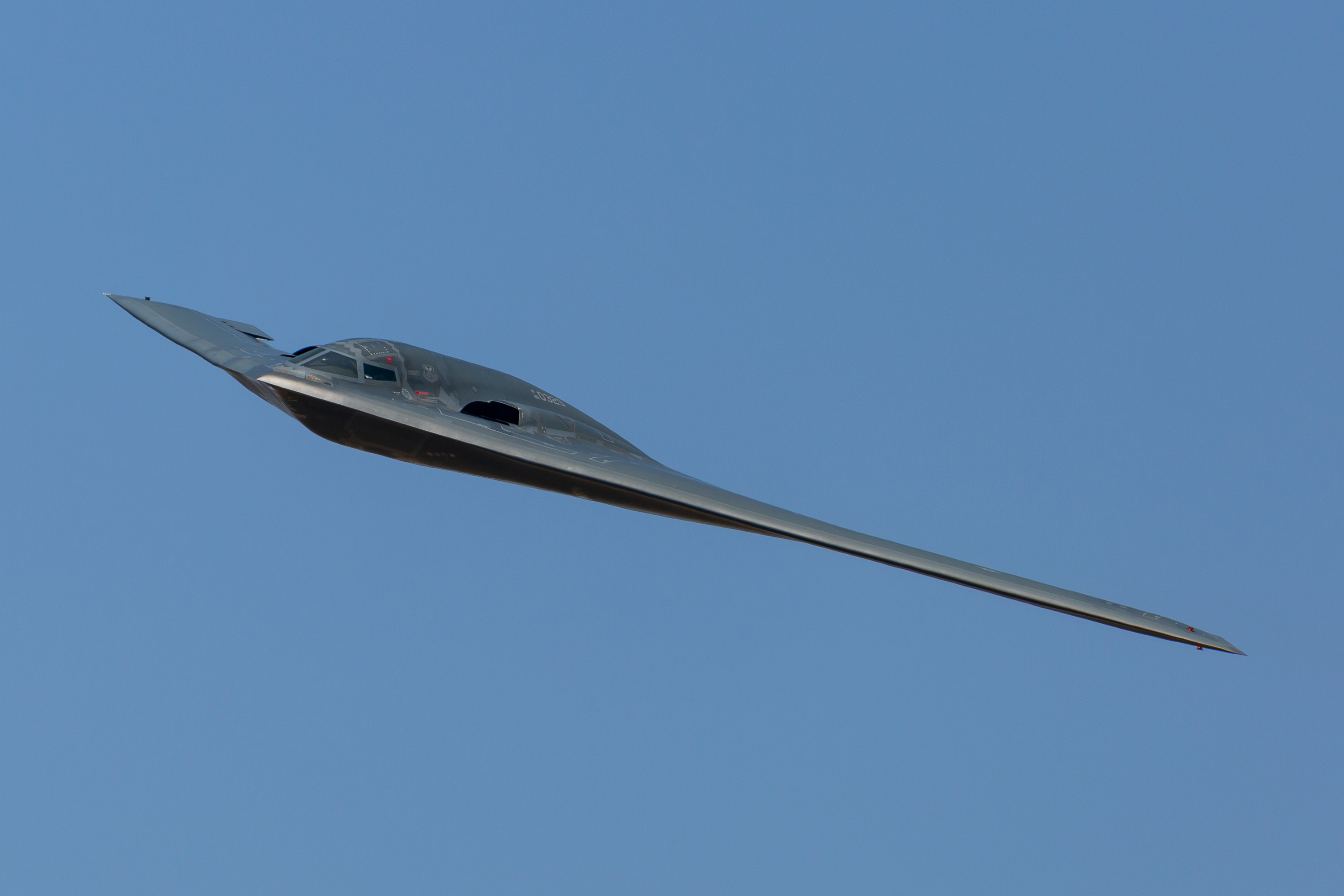
2018年戴伊斯空军基地航展上的「密苏里精神号」。图中可见B-2机体二维平滑外形，有利于规避雷达探测

因美军空军系统管理混乱及高层失误， 2010年2月1日起，B-2、核能力B-52与空军洲际弹道导弹（ICBM）统一划归新成立的空军全球打击司令部。
2011年3月，B-2率先参与联合国授权的利比亚禁飞区执行行动（奥德赛黎明行动）。3架B-2对利比亚机场投掷40枚炸弹，支持禁飞区行动。 任务期间，B-2自美国本土飞越大西洋赴利比亚，单程需经盟军加油机4次空中加油。
2011年5月，击毙奥萨马·本·拉登任务前，B-2亦曾被美方列为空袭备选方案，拟以钻地炸弹摧毁其藏身地，惟因周边民宅受损风险过高，且空袭不利于确认遗体身份，最终改由特种部队突袭执行。
2013年3月28日，2架B-2自密苏里州怀特曼基地往返飞行13,000英里（21,000 km），对韩国境内直岛靶场投放模拟弹，作为年度韩美联合军演一环。这是B-2首次飞越朝鲜半岛上空。时值南北关系紧张，朝方对此表达抗议，并威胁进行核报复。
2017年1月18日，2架B-2对利比亚苏尔特西南约19英里（30）处IS训练营发动打击，投下108枚500-磅（230-）联合直接攻击弹药（JDAM）精确制导炸弹，炸死约85名武装分子。 任务期间，B-2单次飞行时长达33小时，期间需空中加油4至5次（不同报道略有出入）。

### 2020年代
2024年10月16日，B-2A对也门境内的武器库实施打击，包括胡塞武装所有的地下设施。 行动中摧毁5处加固地下武器储存设施，作为美军回应胡塞武装袭扰红海国际航道危机的一部分，亦向伊朗发出警告，展示B-2对加固目标的打击能力。 本次任务以澳大利亚北领地廷德尔皇家澳大利亚空军基地为前进部署基地。
2025年6月22日，美国打击伊朗核设施行动中，6架B-2A对福尔多浓缩铀厂投掷12枚GBU-57钻地炸弹，第7架B-2对纳坦兹核设施投掷2枚GBU-57。

## 操作单位
美国空军（现役19架）
空军全球打击司令部

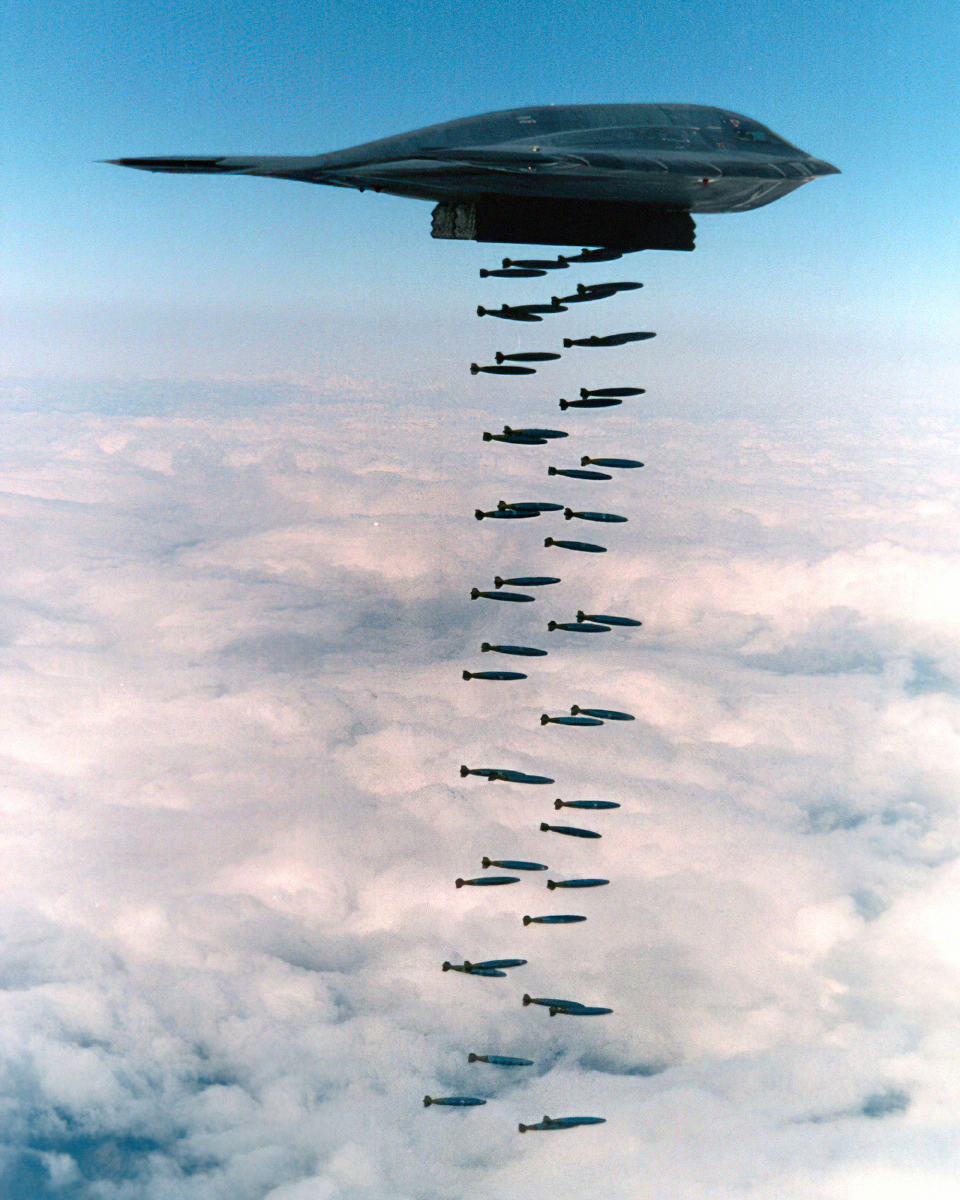
1994年加利福尼亚穆古角实弹演习中，B-2投放47枚500 lbMk 82炸弹，超过B-2半数有效载弹量

- 第509轰炸联队（驻密苏里州怀特曼空军基地，现役18架）

第13轰炸中队（2005年至今）
第325轰炸中队（1998–2005年）
第393轰炸中队（1993年至今）
第394作战训练中队（1996–2018年）
空军作战司令部
- 第53联队（驻佛罗里达州埃格林空军基地）

第72测试与评估中队（驻怀特曼空军基地，1998年至今）
- 第57联队（驻内华达州内利斯空军基地）

第325武器中队（驻怀特曼空军基地，2005年至今）
第715武器中队（2003–2005年）
国民警卫队空军
- 第131轰炸联队（协同作战单位，驻怀特曼空军基地，2009年至今）

第110轰炸中队
空军物资司令部
- 第412测试联队（驻加利福尼亚爱德华兹空军基地，配备1架）

第419飞行测试中队（1997年至今）
第420飞行测试中队（1992年至今）
空军系统司令部
- 第6510测试联队（驻爱德华兹空军基地，1989–1992年）

第6520飞行测试中队

## 事故与意外

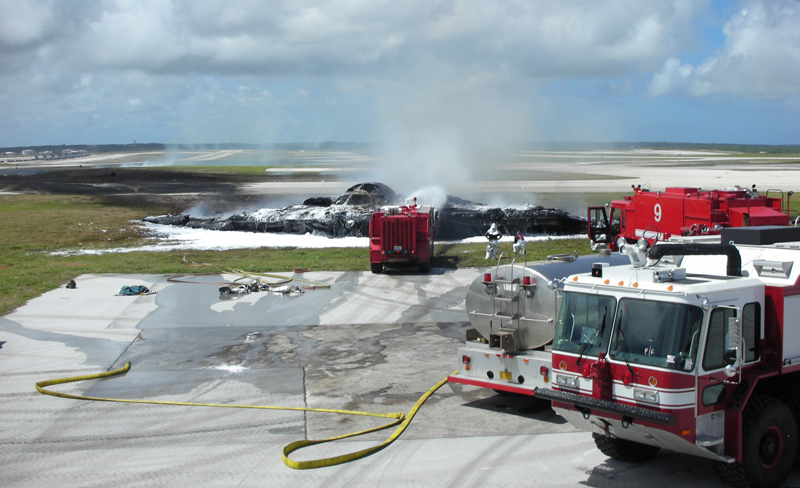
2008年安德森空军基地B-2事故残骸

2008年2月23日，B-2A "AV-12" 堪萨斯精神号 于关岛安德森空军基地起飞后不久坠毁于跑道上。 该机隶属第393轰炸中队，共飞行5,176小时。两名飞行员弹射成功，机体完全损毁，损失估价约14亿美元。 事故后美空军暂停B-2全机队飞行53天，于同年4月15日恢复。 事故原因系空气数据校准时，机载传感器受潮，导致飞行控制系统计算出错误的空速和迎角，飞机于起飞时骤然仰角30度，最终失速坠毁。 这是B-2首次坠毁事故。
2010年2月，华盛顿精神号（AV-11）在关岛安德森基地地面作业时发生严重火灾，需历时18个月修复后方能飞回本土完成全面维修。 该机于2013年12月修复复飞。 当时美空军尚无应对B-2尾喷管火灾的消防训练。
2021年9月13–14日夜间，乔治亚精神号 紧急降落于怀特曼空军基地时偏出跑道侧翻。 原因为起落架弹簧老化、液压连接出现“微裂纹”，导致落地时起落架塌陷，维修费用预估至少1,010万美元。
2022年12月10日，某架B-2在飞行中发生故障，被迫于怀特曼空军基地紧急降落，事故中发生轻微火灾，未造成人员伤亡。 事故后全机队再次停飞。 2023年5月18日，美空军宣布解除停飞，未披露具体原因及处置细节。 2024年5月，美空军宣布该机因维修费用过高将退役，未公布具体金额。

## 展示机

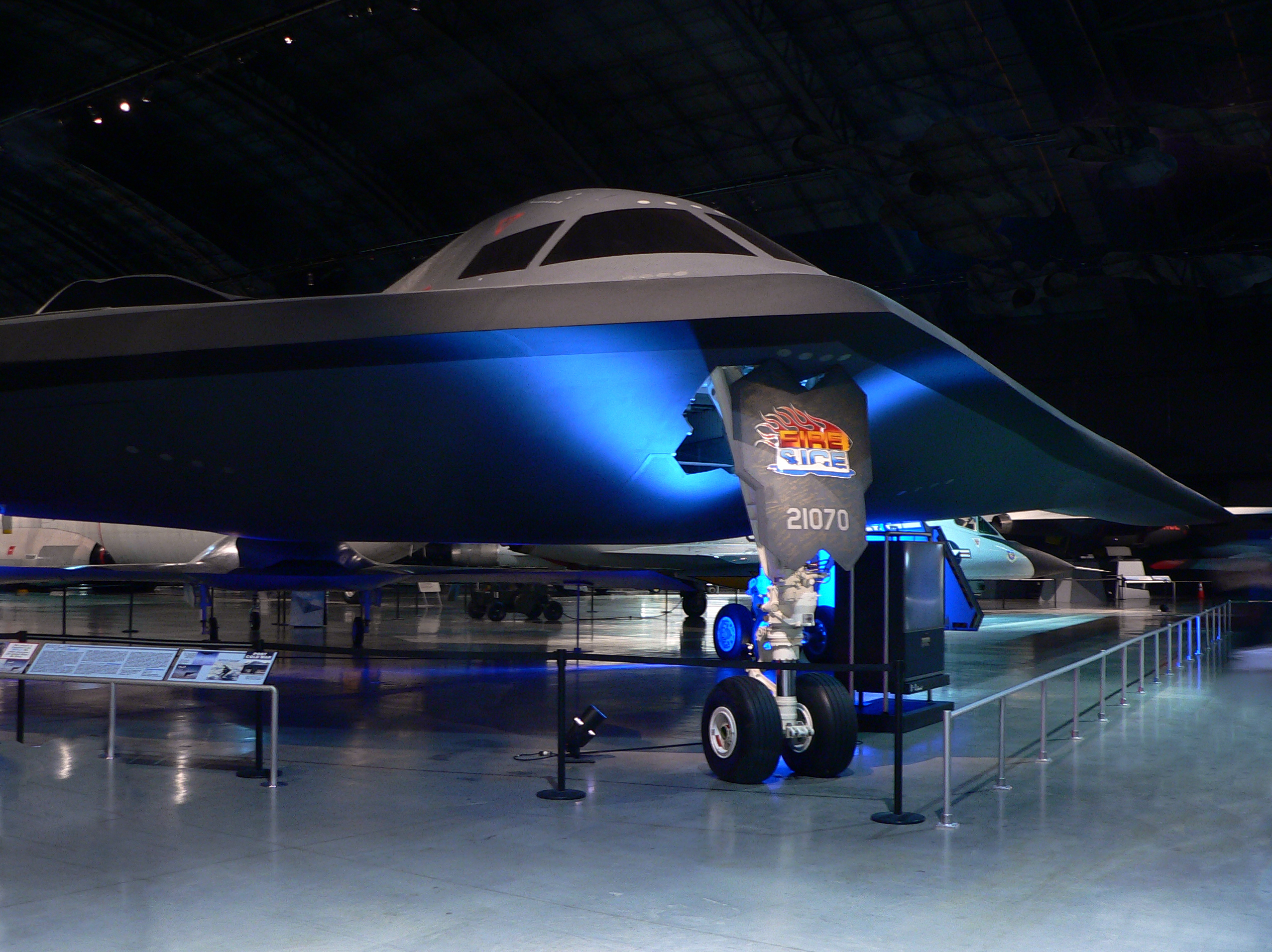
恢复展示中的B-2全尺寸测试机，陈列于美国空军国家博物馆

目前尚无退役B-2服役机对公众开放展示，B-2偶尔在部分航展中进行静态展示。
编号AT-1000号B-2测试机（共建造2架无动力测试机之一），2004年起于俄亥俄州代顿的美国空军国家博物馆展出。 该机曾通过结构极限测试，后因测试失败退役。 展出时标志为 俄亥俄精神号，该机曾参与高低温测试。 现陈列于博物馆“冷战展厅”内。

## 规格参数 （B-2A Block 30 型）
参考资料：美国空军官方资料， Pace, Spick, 诺斯罗普·格鲁曼公司资料。
基本信息
- 机组：2名（左座飞行员，右座任务指挥官）

性能
- 推重比：0.205

武器

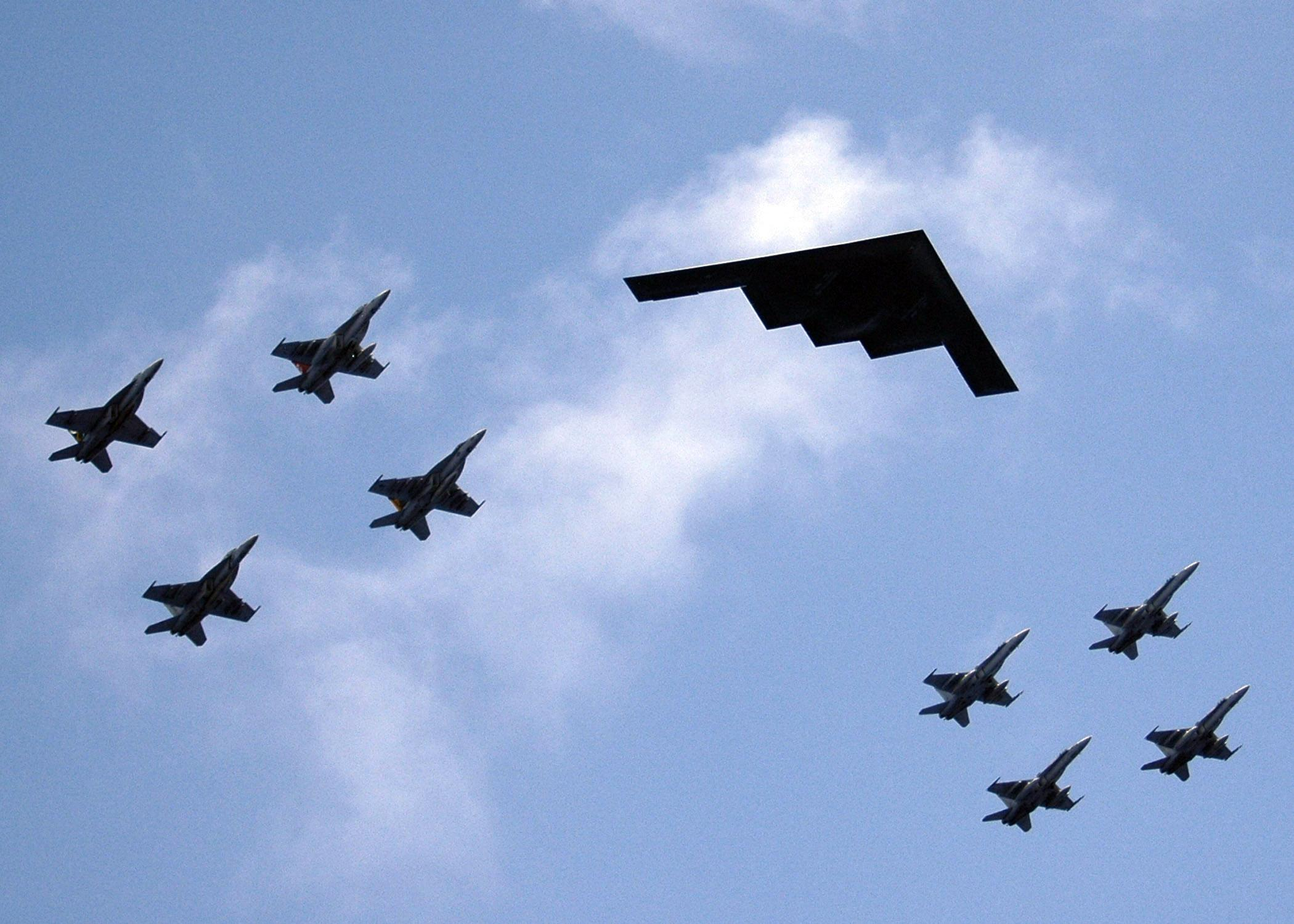
F/A-18“大黄蜂”及F/A-18E/F“超级大黄蜂”编队飞行

- 内置2个武器舱，总挂载量不低于40,000磅（18,000），实战中曾达60,000磅（27,000）（搭载2枚GBU-57 “巨型钻地弹”）。
- 常规弹药：
  - 80枚 500磅（230） 炸弹（Mk 82，或JDAM GBU-38）
  - 36枚 750磅（340） CBU系列集束炸弹
  - 16枚 2,000磅（910） 炸弹（Mk 84，或JDAM GBU-31）
- 核弹：
  - 16枚B61核炸弹或B83核炸弹
- 远程对地导弹：
  - AGM-154 JSOW 联合防区外武器
  - AGM-158 JASSM 联合空对地远程导弹
- 穿透弹：
  - 2枚 30,000磅（14,000） GBU-57 “巨型钻地弹”[201]

## 单机信息

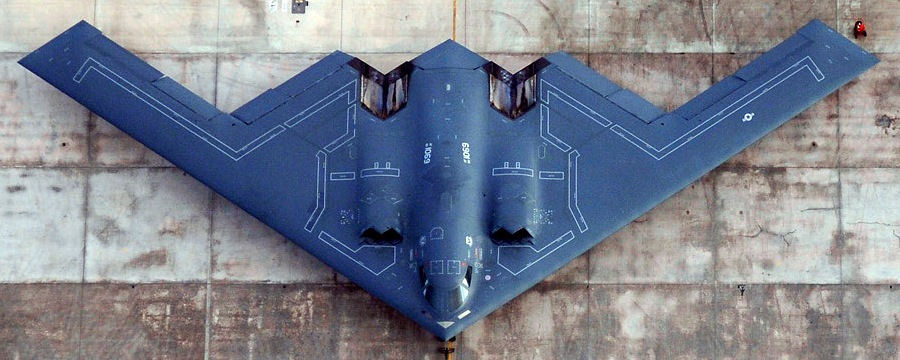
2006年6月23日，印第安纳精神号（Spirit of Indiana）停放于关岛安德森空军基地机场坪

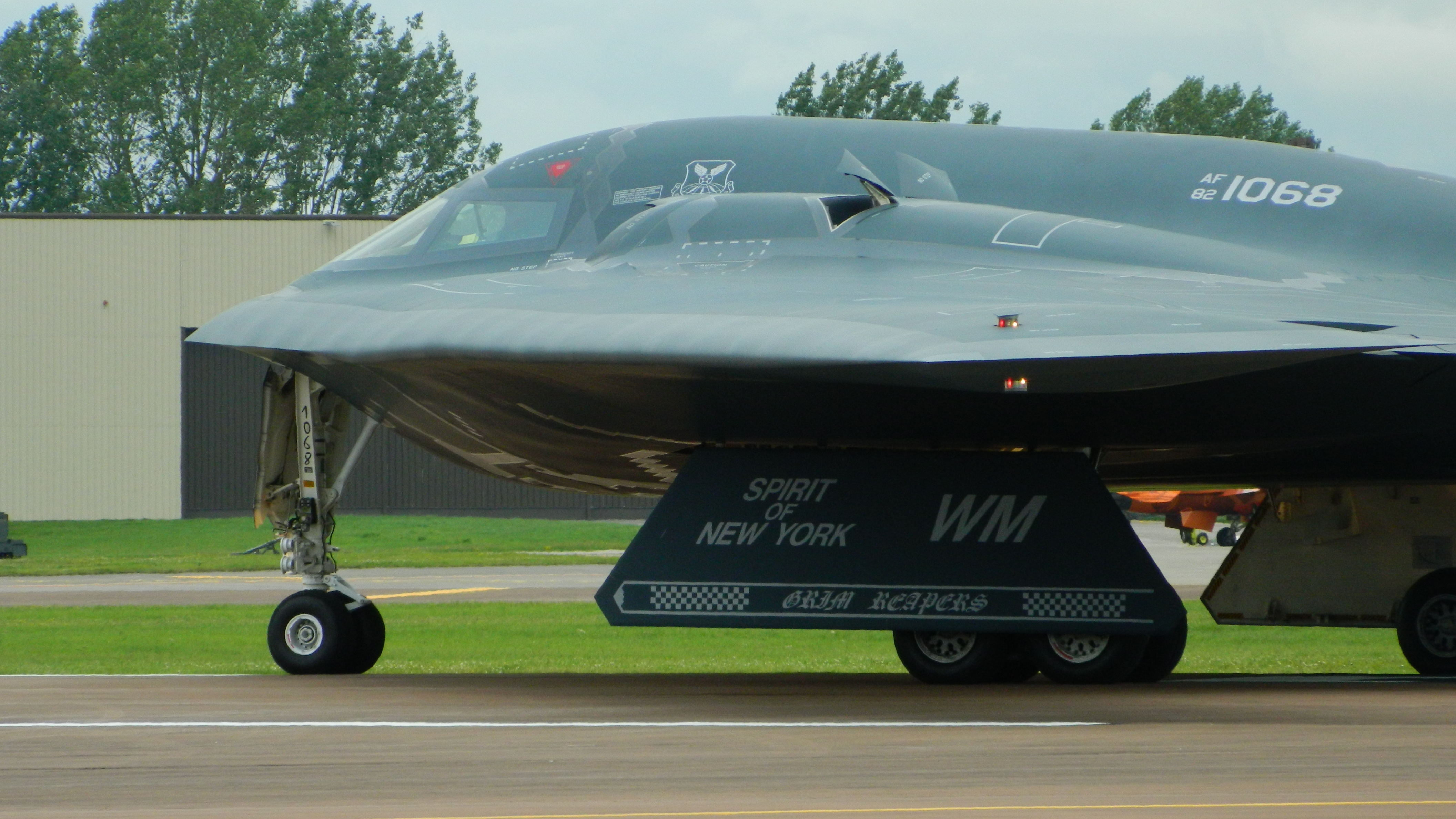
纽约精神号（Spirit of New York）

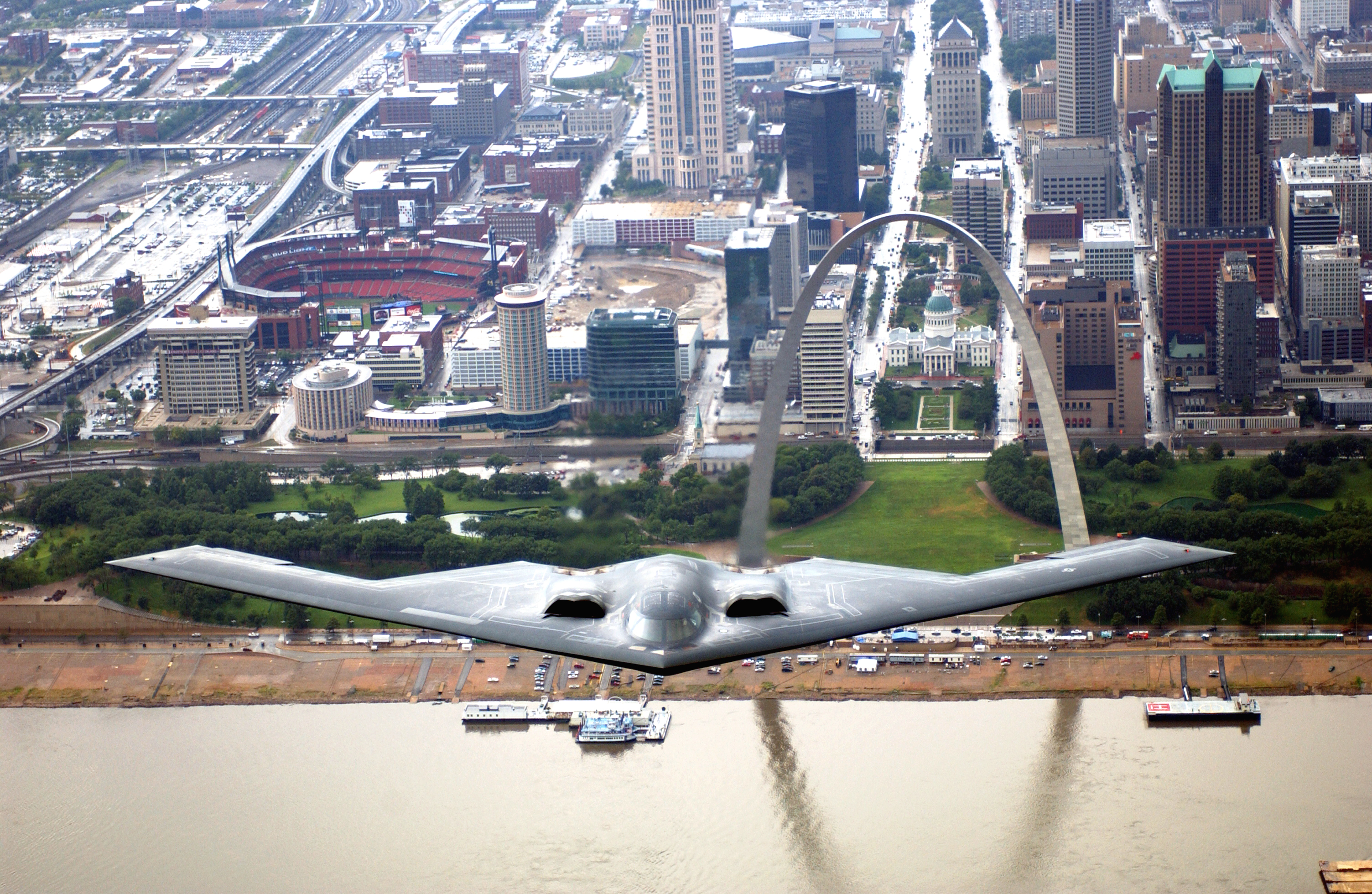
B-2飞越密西西比河，背景为圣路易斯的大拱门、圣路易斯国王圣殿与布什体育场

| 序号 (AV)     | 批次 (Block)  | 空军编号      | 机名                                   | 状态                                            |
| ------------- | ------------- | ------------- | -------------------------------------- | ----------------------------------------------- |
| AV-1          | Test/30       | 82\|1066      | 美利坚精神号（Spirit of America）      | 2000年7月14日 － 现役                           |
| AV-2          | Test/30       | 82\|1067      | 亚利桑那精神号                         | 1997年12月4日 － 现役                           |
| AV-3          | Test/30       | 82\|1068      | 纽约精神号                             | 1997年10月10日 － 现役                          |
| AV-4          | Test/30       | 82\|1069      | 印第安纳精神号                         | 1999年5月22日 － 现役                           |
| AV-5          | Test/20       | 82\|1070      | 俄亥俄精神号                           | 1997年7月18日 － 现役                           |
| AV-6          | Test/30       | 82\|1071      | 密西西比精神号                         | 1997年5月23日 － 现役                           |
| AV-7          | 10            | 88\|0328      | 德克萨斯精神号                         | 1994年8月21日 － 现役                           |
| AV-8          | 10            | 88\|0329      | 密苏里精神号                           | 1994年3月31日 － 现役                           |
| AV-9          | 10            | 88\|0330      | 加利福尼亚精神号                       | 1994年8月17日 － 现役                           |
| AV-10         | 10            | 88\|0331      | 南卡罗来纳精神号                       | 1994年12月30日 － 现役                          |
| AV-11         | 10            | 88\|0332      | 华盛顿精神号                           | 1994年10月29日 － 2010年2月严重火灾损毁，已修复 |
| AV-12         | 10            | 89\|0127      | 堪萨斯精神号                           | 1995年2月17日 － 2008年2月23日坠毁              |
| AV-13         | 10            | 89\|0128      | 内布拉斯加精神号                       | 1995年6月28日 － 现役                           |
| AV-14         | 10            | 89\|0129      | 佐治亚精神号                           | 1995年11月14日 － 2021年9月降落事故损伤，修复中 |
| AV-15         | 10            | 90\|0040      | 阿拉斯加精神号                         | 1996年1月24日 － 现役                           |
| AV-16         | 10            | 90\|0041      | 夏威夷精神号                           | 1996年1月10日 － 2022年12月10日事故，已退役     |
| AV-17         | 20            | 92\|0700      | 佛罗里达精神号                         | 1996年7月3日 － 现役                            |
| AV-18         | 20            | 93\|1085      | 俄克拉荷马精神号                       | 1996年5月15日 － 现役（试飞用）                 |
| AV-19         | 20            | 93\|1086      | 凯蒂霍克精神号（Spirit of Kitty Hawk） | 1996年8月30日 － 现役                           |
| AV-20         | 30            | 93\|1087      | 宾夕法尼亚精神号                       | 1997年8月5日 － 现役                            |
| AV-21         | 30            | 93\|1088      | 路易斯安那精神号                       | 1997年11月11日 － 现役                          |
| AV-22至AV-165 | AV-22至AV-165 | AV-22至AV-165 | AV-22至AV-165                          | 已取消                                          |

### 书籍来源
- 《空军——退役或调整力量结构可减少计划支出》，美国会计总署，1996年9月。
- Boyne, Walter J., , 圣塔芭芭拉，加州: ABC-CLIO, 2002, ISBN 978-1-57607-345-2
- Chudoba, Bernd, , 威斯康星州斯托顿: Books on Demand, 2001, ISBN 978-3-83112-982-9
- Crickmore, Paul 和 Alison J. Crickmore, , Zenith Imprint, 2003, ISBN 0-76031-512-4
- Croddy, Eric 和 James J. Wirtz, , ABC-CLIO, 2005, ISBN 1-85109-490-3
- Dawson, T.W.G., G.F. Kitchen 和 G.B. Glider,
- Donald, David (编), , AIRtime, 2003, ISBN 978-1-880588-67-3
- Eden, Paul, , Amber Books, 2004, ISBN 1-904687-84-9
- Evans, Nicholas D., , FT Press, 2004, ISBN 978-0-1314-4021-0
- Fitzsimons, Bernard (编),  21, Phoebus, 1978, ISBN 978-0-8393-6175-6
- Goodall, James C., , MBI Publishing, 1992, ISBN 0-87938-609-6
- Griffin, John 和 James Kinnu, , 美国空军系统工程中心, 2007, （原始内容存档于2009-08-22）
- Moir, Ian 和 Allan G. Seabridge, , John Wiley & Sons, 2008, ISBN 978-0-4700-5996-8
- Pace, Steve, , McGraw-Hill, 1999, ISBN 978-0-07-134433-3
- Pelletier, Alain J., , 《航空爱好者》, 1996年9-10月, 65: 8–19, ISSN 0143-5450
- Richardson, Doug, , Salamander Books, 2001, ISBN 978-0-7603-1051-9
- Rich, Ben R. 和 Leo Janos, , Little, Brown & Co., 1996, ISBN 978-0-3167-4300-6
- Rip, Michael Russell 和 James M. Hasik, , Naval Institute Press, 2002, ISBN 978-1-5575-0973-4
- Siuru, William D., , McGraw-Hill, 1993, ISBN 978-0-8306-4376-9
- Sorenson, David S., , Greenwood, 1995, ISBN 978-0-275-95258-7
- Spick, Mike, , MBI, 2000, ISBN 978-0-7603-0893-6
- Sweetman, Bill, , Zenith Imprint, 2005, ISBN 978-0-7603-1940-6
- Sweetman, Bill, , Zenith Imprint, 1999, ISBN 1610606892
- Tucker, Spencer C., , ABC-CLIO, 2010, ISBN 978-1-8510-9947-4
- Withington, Thomas, , Osprey, 2006, ISBN 978-1-8417-6992-9

## 延伸阅读
- Richardson, Doug. . 经典战机. 纽约: Smithmark Publishers Inc. 1991. ISBN 0-8317-1404-2.
- Sweetman, Bill. . 明尼苏达州圣保罗: MBI Publishing. 1999. ISBN 0-7603-0627-3.
- Winchester, Jim (编). . 现代军用飞机（航空档案）. 英国肯特郡罗切斯特: Grange Books plc. 2004. ISBN 1-84013-640-5.
- . 纽约: Smithmark. 1991. ISBN 0-8317-9558-1. OCLC 24654095.